# Svínoy
Svínoy és una de les divuit illes que conformen l'arxipèlag de les Fèroe. Amb un asuperfície de 27.3 km², només té un sol nucli de població anomenat també Svínoy, amb 31 habitants (2020). És una de las sis illes que conformen la regió feroesa de Norðoyar.
El seu nom prové del mot en nòrdic antic Svíney, que significa "Illa del porc". Svínoy, com Kalsoy, no té cap enllaç per carretera que la connecti amb la resta d'illes de l'arxipèlag; només s'hi pot arribar en vaixell o helicòpter.
Svínoy forma part del grup d'illes anomenades Útoyggjar (illes exteriors o perifèriques en feroès), que tenen en comú la mala comunicació amb la resta d'illes i escassa població.

## Geografia
Svínoy forma part del grup de les illes del nord de les Fèroe i, després de la seva veïna Fugloy, és l'illa més occidental de tot l'arxipèlag. La separa de Borðoy i Viðoy l'estret conegut amb el nom de Svínoyarfjørður, i de Fugloy per l'estret de Fugloyarfjørður. Svínoy està formada per dues penínsules muntanyoses, una al nord i una altra de més gran al sud. L'espai que les separa és una vall relativament àmplia, si la posem en relació amb l'escassedat de zones planes que hi ha a les Fèroe. A la costa oriental d'aquesta depressió, entre les muntanyes de Keldufjall (461 m), al nord, i la de Knúkur (460 m), al sud, hi ha el poble de Svínoy, envoltat d'extenses zones de pastura, idonis per a les ovelles i les vaques de les granges locals. 

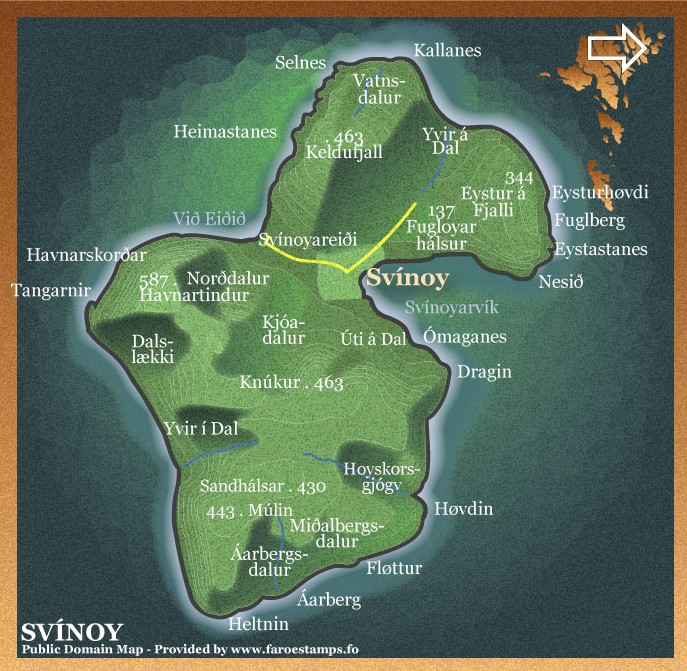
Mapa i elevacions de l'illa de Svínoy.

### Muntanyes
A Svínoy hi ha set cims:
| Nom                 | Altura |
| ------------------- | ------ |
| Havnartindur        | 586 m  |
| Keldufjall          | 463 m  |
| Knúkur (occidental) | 463 m  |
| Knúkur              | 460 m  |
| Múlin               | 443 m  |
| Middagur            | 422 m  |
| Eysturhøvdi         | 344 m  |

## Medi Ambient
Tant al nord com al sud hi ha nombrosos penya-segats, especialment a la costa occidental, que són la llar de varis milers d'aus marines. Per aquesta raó la costa de l'illa ha estat declarada Àrea important per a la conservació de les aus (Important Bird Area - IBA) per la BirdLife International, per la seva importància com a lloc de cria per a les aus marines. Les espècies més significatives són els ocells de tempesta europeus (25.000 parelles), frarets (10.000 parelles) i somorgollaires alablancs (100 parelles).

## Història
Svínoy ha estat poblada des de la colonització vikinga de les Illes Fèroe. Apareix a la Saga dels feroesos com el lloc d'origen de Svínoyar-Bjarni, un dels capdills del seu temps més poderosos de les Fèroe.
En 1583, Jacob Eudensen, veí de Svínoy, va ser la darrera persona de les Illes Fèroe en ser condemnada a mort per heretgia, quan es va negar a renunciar de la fe catòlica i convertir-se al luteranisme.
L'escola primària de Svínoy es va inaugurar el 1888, i l'oficina de correus l'1 d'octubre de 1918.
Quan es van crear els municipis feroesos el 1872, Svínoy va quedar inclosa dins del terme de les Illes del Nord, que comprenia tot el grup d'illes nord-orientals de l'arxipèlag. El 1908 va quedar inclosa dins del terme municipal de Viðareiði, Fugloy i Svinoy. El 1913 aquest municipì es va dividir en dos i l'illa va quedar integrada dins de Fugloy i Svínoy fins al 1932, quan les dues illes es van separar administrativament per a formar cada una d'elles el seu propi municipi. En un referèndum celebrat a Svínoy el 2008, es va decidir la integració de l'illa al municipio de Klaksvík, cosa que es va concretar oficialment l'1 de gener de 2009.

## Patrimoni
L'actual església de Svínoy es va consagrar el 1878, en el mateix lloc on hi havia una església anterior. Es tracta d'un temple senzill amb sostre de fusta.
Quan l'església anterior va ser enderrocada el 1828, es va descobrir una antiga làpida amb una creu tallada. És l'anomenada Bjarnisteinur (la pedra de Bjarni), ja que es considera una resta de la tomba del cabdill viking Svínoyar-Bjarni. Avui en dia se la pot veure exposada al vestíbul del temple.